# 華表
華表（かひょう）は、中国の伝統建築様式に用いられる標柱。

## 概要

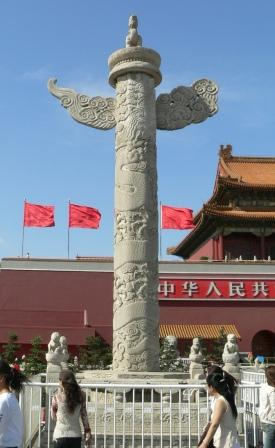
天安門前の華表

一般的に台座、蟠龍柱（とぐろを巻く龍）、承露盤とその上の蹲獣像で構成される。華表は建築シンボルの一種であり、すでに中国を象徴するものの一つともなっている。宮殿や陵墓へ続く参道の入り口両側に置かれ、神道柱や石望柱などとも呼ばれている。
華表は通常、きめの粗い白玉を彫り上げたもので、台座は方形となっており、これを蓮華座、あるいは須弥座という。上面には龍の図案が彫刻され、蟠龍柱上には蟠龍盤とともに流雲紋が飾られている。上端側面には雲板という「誹謗木」（天子の過ちを人民に書かせる札）を模した板があり、石柱上には円形をした承露盤があり、天球と地上に対応している。柱上には天に向かって吠えるポーズを取った神獣が蹲踞しており、これを「朝天吼」あるいは「望天犼」という。
有名なものとして、天安門広場にある2組の華表がある。これは500年余の歴史を持つといい、一説には廓外のものが天子の外出を見守り、廓内のものは天子の帰還を見守るという。南京の呉平忠侯墓前の墓道にも華表があり、南北朝時代の梁代の石柱という。大連市の星海広場にも華表（1997年完成）が1本あり、天安門の前の物より大きいと土地っ子の自慢であったが、天安門のものより大きいことと、不祥事で失脚した薄煕来が大連市長時代に建設したことが原因で2016年8月に取り壊された。

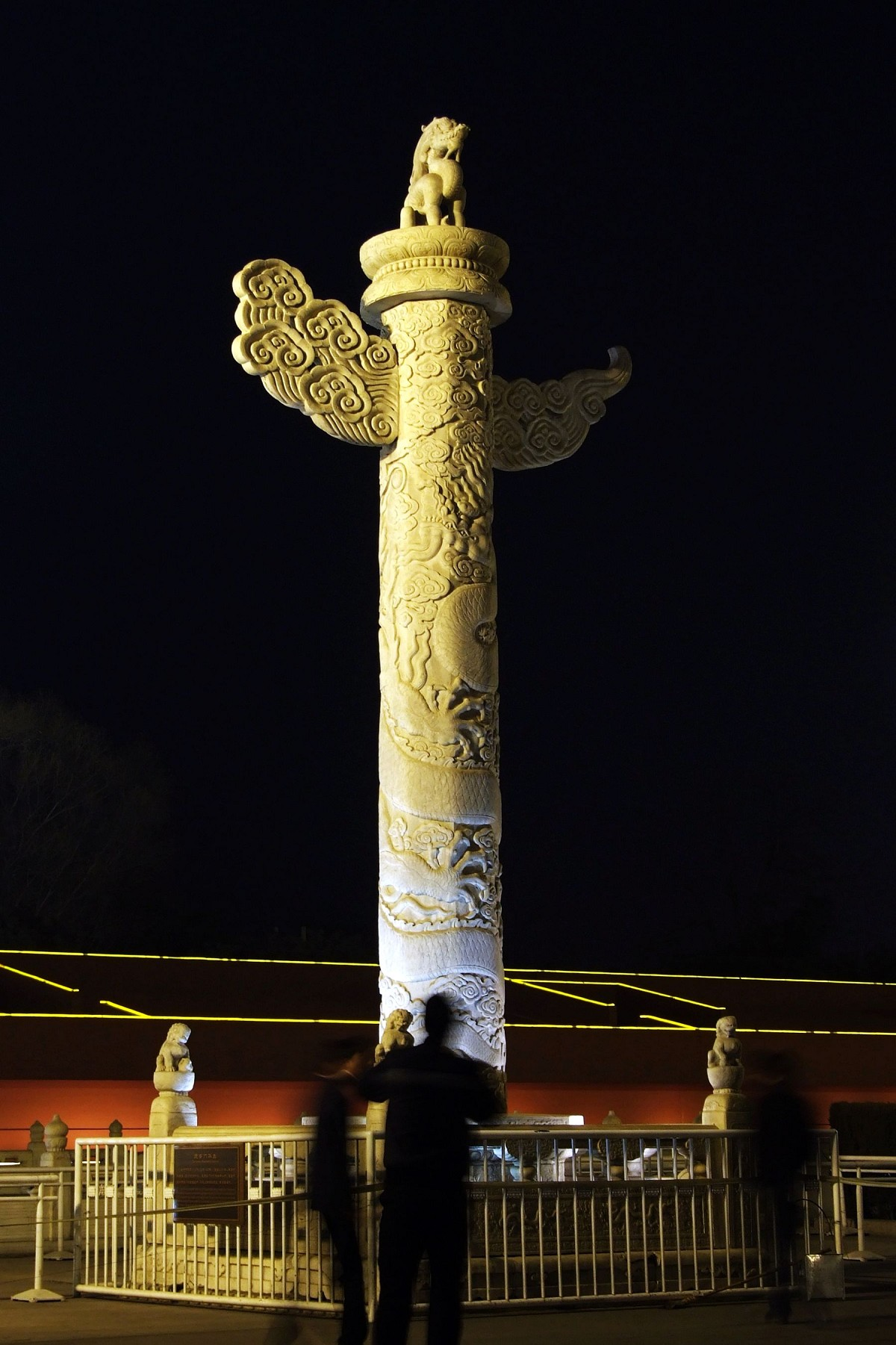
華表
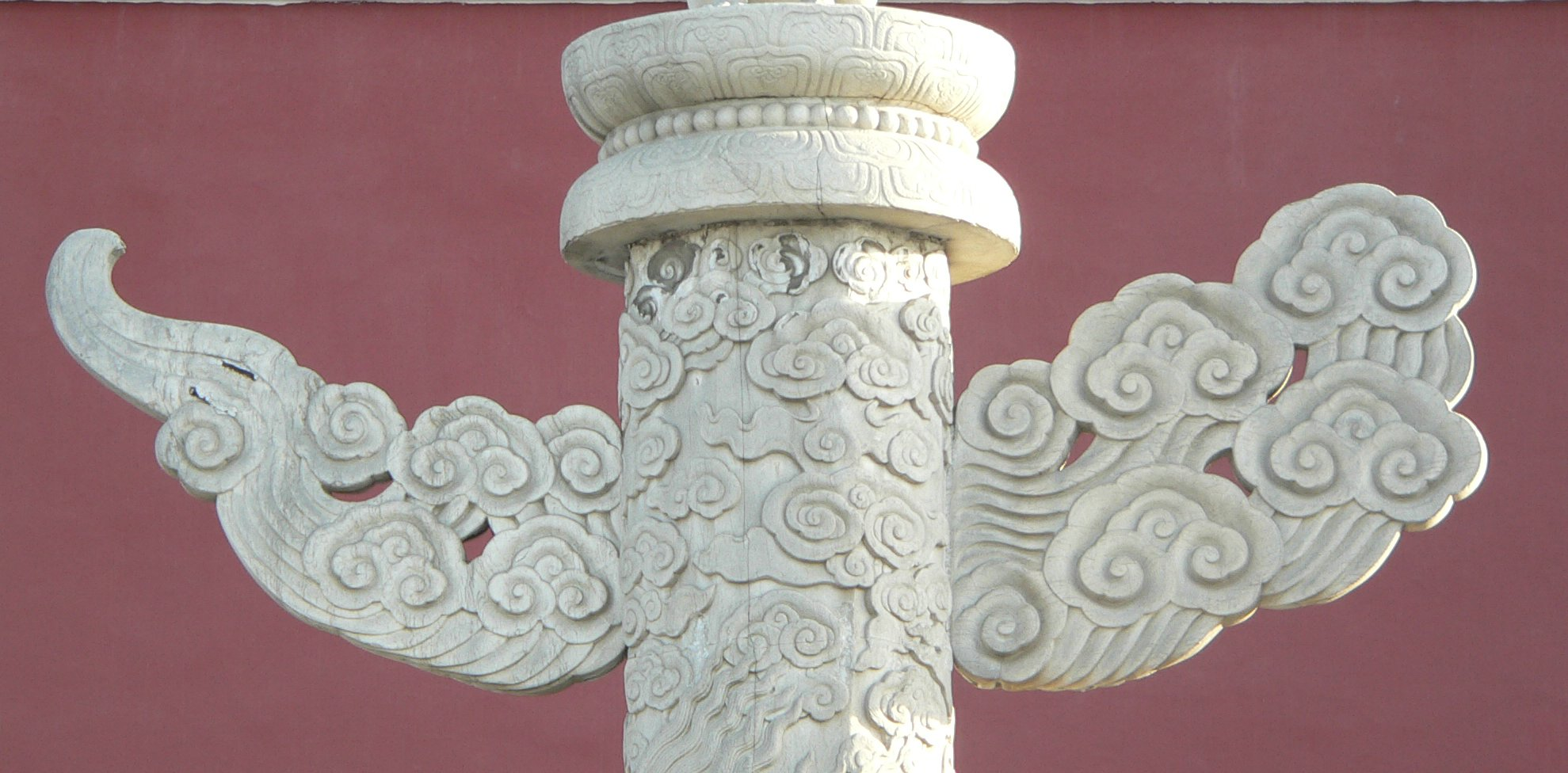
雲板
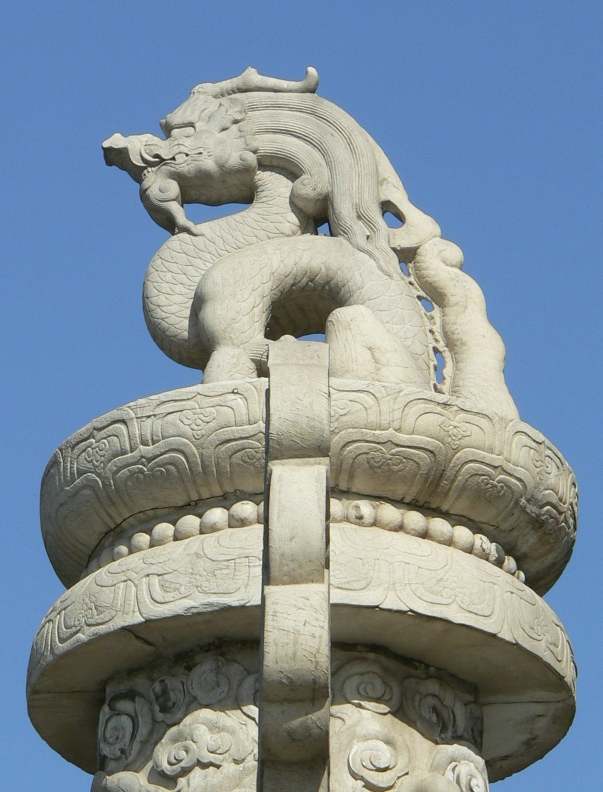
華表柱頂の蹲獣像
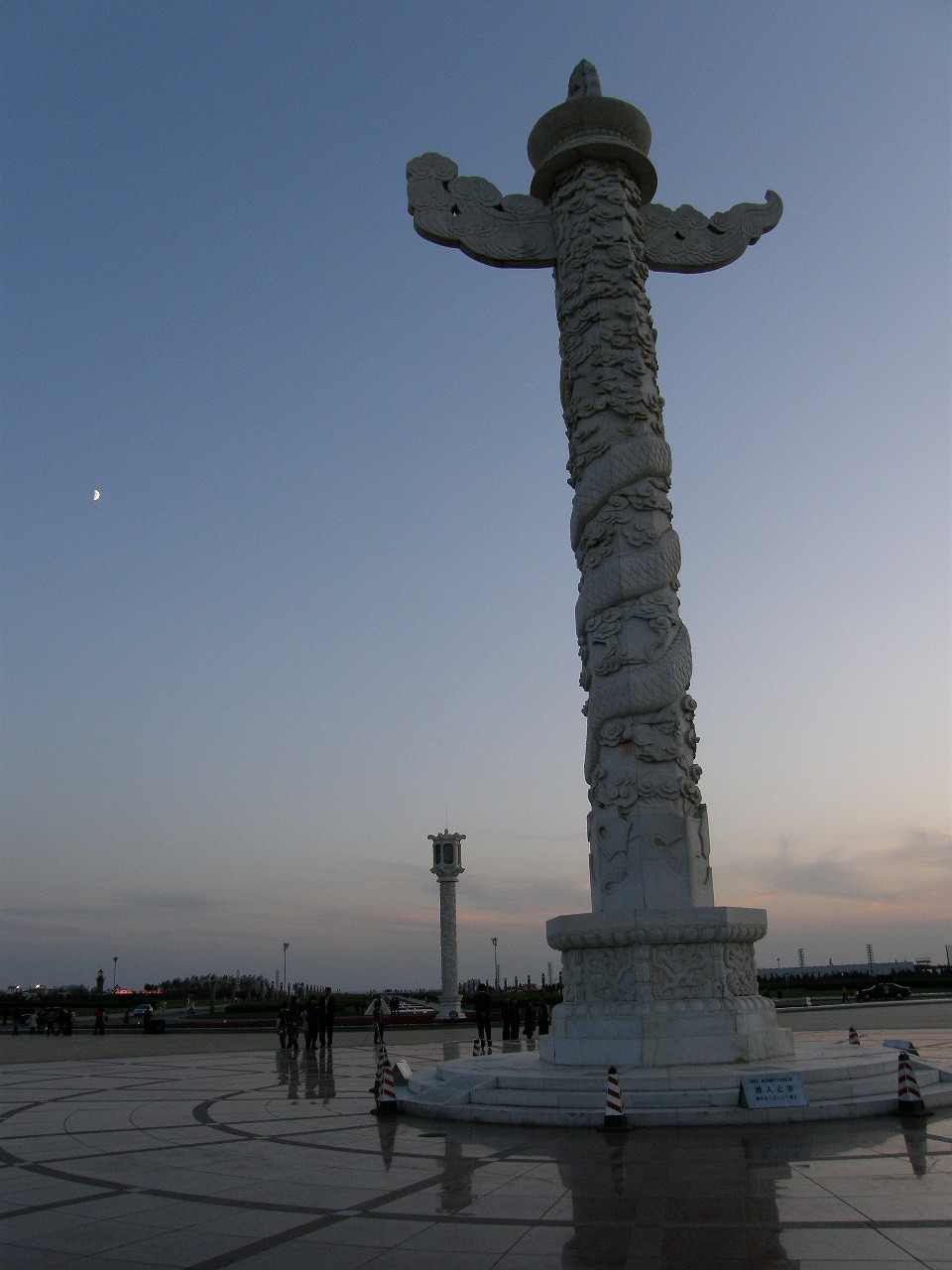
2016年8月に取り壊された大連・星海広場の華表

## 鳥居との関係
近世以前の文献では「華表」と書いて「トリイ」と訓ずる例が散見され、古くから日本の鳥居の起源ではないかとする説が存在する。文献である和名類聚抄や節用集では華表を「鳥居（トリイ）」と読ませているが、鳥居の起源を中国に求めた誤解としている。